# Grevillea gillivrayi
Grevillea gillivrayi är en tvåhjärtbladig växtart som beskrevs av William Jackson Hooker. Grevillea gillivrayi ingår i släktet Grevillea och familjen Proteaceae. Inga underarter finns listade i Catalogue of Life.